# Domingos Sávio Cabral Ribeiro

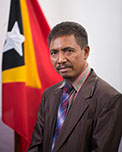
Domingos Sávio Cabral Ribeiro

Domingos Sávio Cabral Ribeiro (* 5. November 1967 in Quelicai, Portugiesisch-Timor; † 28. April 2022 in Baucau, Osttimor), Kampfname Kikoan (Kiik-Oan), war ein osttimoresischer Politiker. Er war Mitglied der Partei FRETILIN.

## Werdegang
Schon in der Kindheit beteiligte sich Ribeiro am Widerstand der FRETILIN in der Wildnis von Osttimor gegen die indonesischen Invasoren. Nach der Zerstörung der Widerstandsbasen, arbeitete Ribeiro im Untergrund in der Stadt weiter. Während seines Studiums an der Universitas Timor Timur (UnTim) in Dili war Ribeiro an der Hochschule verantwortlich für die Widerstandsorganisation Sagrada Família. Ribeiro erhielt von der UNTIM einen Bachelor in Aronomie und von der Technischen Universität im indonesischen Surabaya einen Master of Human Resource Management.
Nach der Unabhängigkeit Osttimors gründete er die Organisation Asua’in Lemorai, die eine Verbindung zwischen Mitgliedern der Sagrada Família und der FRETILIN schaffen sollte. Beim Ministerium für Landwirtschaft und Fischerei war Ribeiro 2015 Direktor für die Gemeinde Baucau.
Bei den Parlamentswahlen in Osttimor 2012 scheiterte Ribeiro auf Listenplatz 31 der FRETILIN. Bei den Parlamentswahlen 2017 gelang ihm der Einzug in das Nationalparlament Osttimors auf Listenplatz 22. Hier wurde er Mitglied in der Kommission für Wirtschaft und Entwicklung (Kommission D). Bei den Parlamentswahlen 2018 verpasste Ribeiro wieder den Einzug in das Parlament auf Listenplatz 44.
Vom 6. November 2018 bis 31. Dezember 2021 arbeitete Ribeiro für Staatspräsident Francisco Guterres als politischer Berater. Im Februar 2021 erkrankte er, verweigerte aber zur Behandlung nach Singapur zu gehen und vertraute stattdessen auf die einheimische traditionelle Medizin. Er verstarb am 28. April 2022 im Hospital Referál in Baucau.